# Station Peyrehorade
Station Peyrehorade is een spoorwegstation in de Franse gemeente Peyrehorade.